# Cinnamomum montanum
Cinnamomum montanum là loài thực vật có hoa trong họ Nguyệt quế. Loài này được (Sw.) J.Presl miêu tả khoa học đầu tiên năm 1823.